# Duomo di Montepulciano
La cattedrale di Santa Maria Assunta è il principale luogo di culto cattolico di Montepulciano, in provincia di Siena, e appartiene alla diocesi di Montepulciano-Chiusi-Pienza.

## Storia
La cattedrale, edificata tra il 1586 e il 1680 su progetto dell'orvietano Ippolito Scalza, sorse in luogo dell'antica pieve di Santa Maria, i cui diritti plebani, acquisiti intorno all'anno 1000, derivavano da un'antica chiesa posta fuori delle mura castellane, dove è oggi la chiesa di San Biagio. La chiesa venne solennemente consacrata il 19 giugno 1712 da Francesco Maria Arrighi, vescovo di Montepulciano.

## Descrizione

### Esterno
L'unica struttura superstite dell'antica pieve è la massiccia torre campanaria in conci di travertino e laterizi, costruita nel terzo quarto del Quattrocento da Iacomo e Checco di Meo da Settignano. La parte apicale, denotata dalle slanciate bifore campanarie, non venne mai ultimata. Incompiuta è anche la facciata, a salienti, mentre i fianchi, terminati da un rivestimento a mattoni e conci di travertino, sono movimentati da paraste tuscaniche tra cui si inseriscono archi a tutto sesto.

### Interno

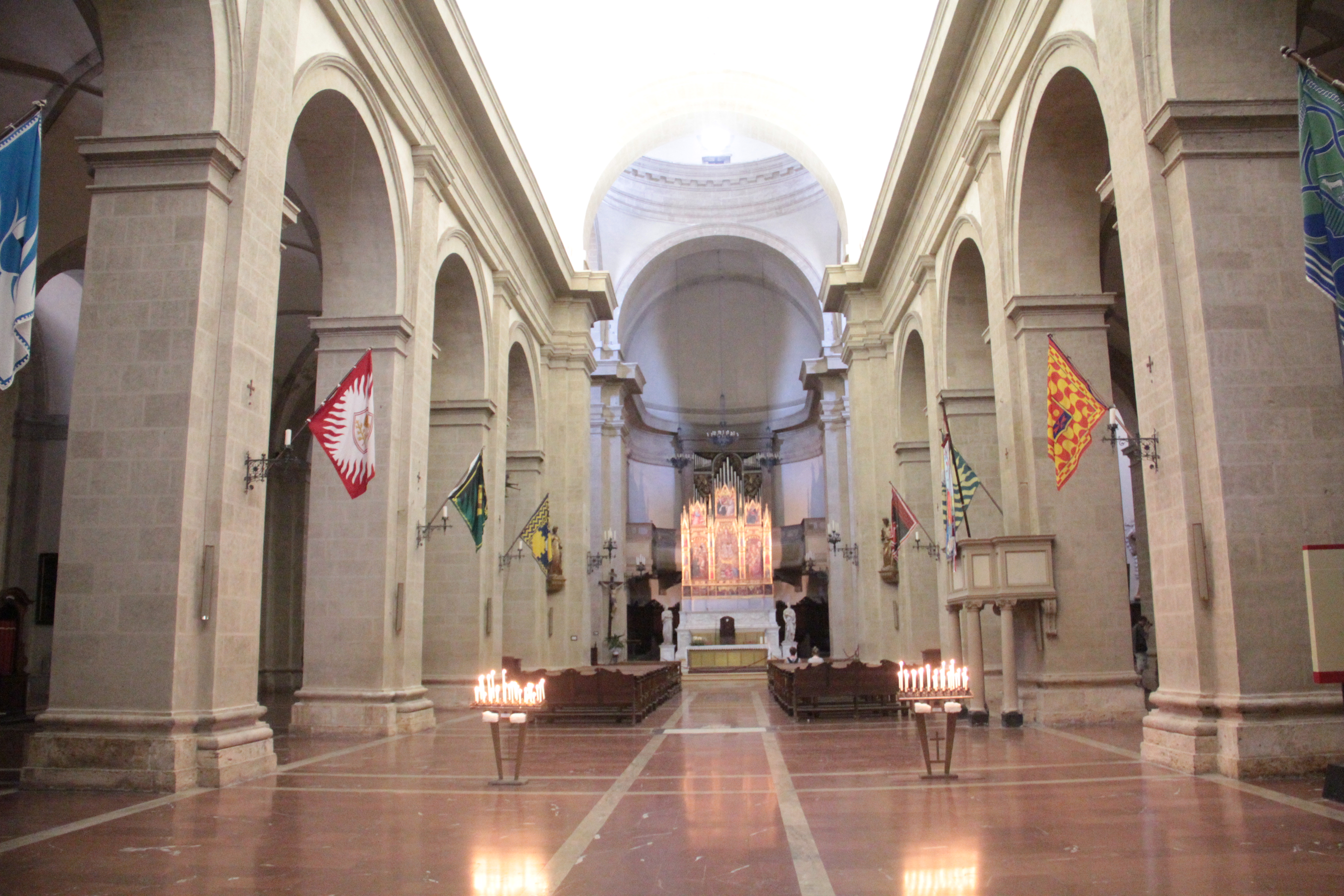
Interno

All'interno l'ordito architettonico, di chiara ascendenza fiorentina, risulta austero ed elegante per la nitidezza delle superfici ad intonaco che si alternano ai paramenti murari in conci di pietra. La pianta è a croce latina divisa in tre navate da possenti pilastri sorreggenti archi a tutto sesto. Nella navata centrale, nei transetti e nella scarsella absidale, rilevate trabeazioni sostengono una volta a botte; all'incrocio dei due corpi ortogonali i pennacchi angolari sostengono il tamburo (architettura) su cui si imposta la cupola. Le navate laterali sono coperte da volte a crociera; sulle pareti, in corrispondenza di ogni campata, si aprono cappelle voltate a botte. A un pilastro di destra è addossato il pulpito sorretto da colonnine ioniche.

### Opere d'arte

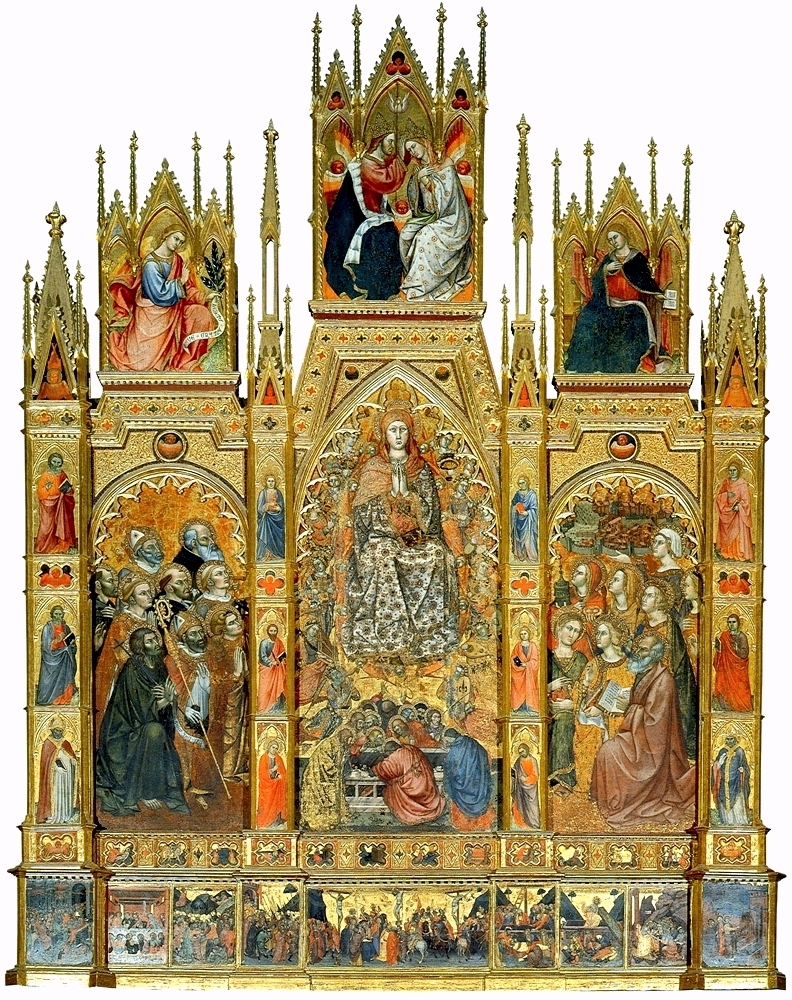
Trittico dell'Assunta di Taddeo di Bartolo (1401)

I vasti spazi del tempio sono ornati da un ingente numero di opere d'arte. Alcune provengono dall'antica pieve e da altre chiese poliziane.
Tra queste una delle più importanti è il monumentale Trittico dell'Assunta, dipinto da Taddeo di Bartolo nel 1401, che troneggia sull'altare maggiore. Il pannello centrale del trittico riporta la monumentale figura della Madonna Assunta attorniata da Angeli, mentre sotto sono visibili I dodici apostoli che si accalcano intorno alla tomba vuota della Madonna. Sopra l'Assunta vediamo l'Incoronazione della Vergine. Le tre scene devono leggersi come una sequenza temporale dal basso verso l'alto con la Morte della Vergine, la sua Assunzione e la sua Incoronazione. I due pannelli laterali raffigurano vari Santi nell'atteggiamento di adorare la figura centrale della Madonna, mentre sui quattro pilastri che delimitano i vari pannelli scorgiamo dodici piccole figure di Dottori della Chiesa (tre per pilastro). Sopra i due pannelli laterali sono riportati l'Angelo annunciante (a sinistra) e la Madonna Annunziata (a destra). La predella in basso raffigura Nove scene della vita di Gesù Cristo mentre sopra la predella abbiamo alcune piccolissime scene dell'antico testamento.
Un altro monumento di primaria importanza è il quattrocentesco Monumento funebre di Bartolomeo Aragazzi, in marmo di Carrara, realizzato da Michelozzo tra il 1427 e il 1436. Oggi il monumento è diviso in nove frammenti di cui sette sono murati in luoghi diversi nella chiesa: due statue ed il fregio con putti e ghirlande sono ubicate sull'altare maggiore (risalente agli inizi del XX secolo), la statua del defunto si trova in controfacciata a destra, mentre due bassorilievi raffiguranti la Madonna che benedice la famiglia Aragazzi e il Commiato della madre del defunto dai suoi familiari sono murati sulle prime colonne della navata centrale; due angeli si conservano al Victoria and Albert Museum di Londra. Il monumento venne demolito nel secondo decennio del Seicento, quando venne effettuata la trasformazione degli altari e delle cappelle; fu ritrovato sotterrato nell'abside della chiesa, occasione in cui vennero anche rubati i due angeli che oggi si conservano a Londra. L'attuale sistemazione del monumento risale dunque al 1815.

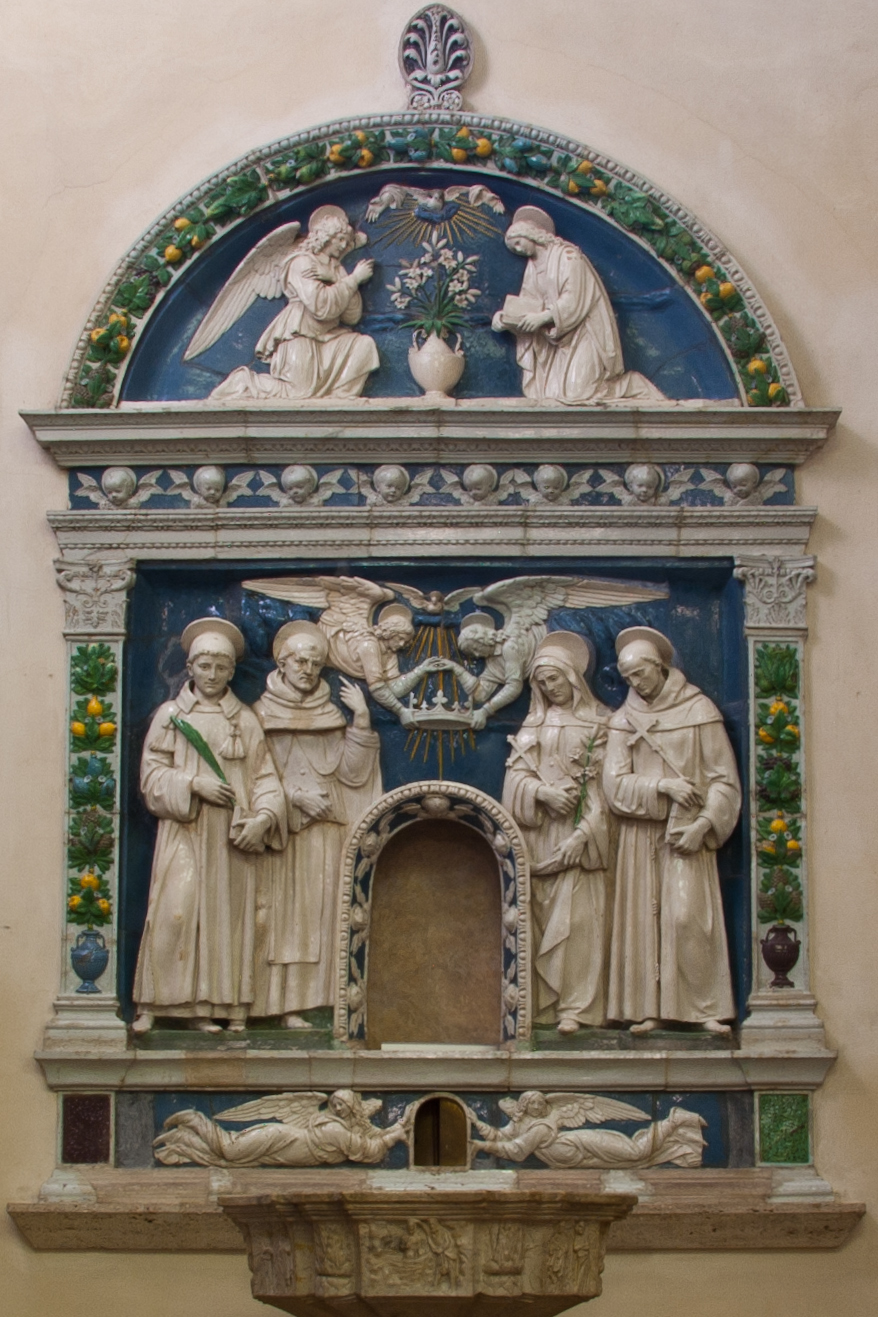
Altare dei gigli di Andrea Della Robbia (1512 ca.)

Da ricordare anche il piccolo dipinto quattrocentesco su tavola denominato Madonna del Pilastro, realizzato da Sano di Pietro; le statue lignee policromate dell'Angelo annunziante e della Vergine annunziata, opera di Francesco di Valdambrino; la cinquecentesca tavola con il Redentore di Bartolomeo Neroni detto il Riccio; la tela effigiante San Sebastiano, opera del Seicento fiorentino; nella cappella del Santissimo Sacramento, la tela dipinta nel 1830 da Luigi Ademollo. Al centro della prima cappella laterale di sinistra, che costituisce il battistero, si trova il trecentesco fonte battesimale, attribuito a Giovanni di Agostino o a Tino di Camaino. Sulla parete retrostante, il cosiddetto altare dei Gigli, terracotta invetriata policroma opera di Andrea Della Robbia; il manufatto risale al 1512 circa ed è posto tra due statue di autore ignoto raffiguranti San Pietro (a sinistra) e San Giovanni Battista (a destra). La composizione robbiana si articola su due livelli: quello inferiore presenta le figure erette di quattro santi che, da sinistra, sono Santo Stefano, San Bonaventura, Santa Caterina da Siena e San Benedetto da Norcia; quello superiore, invece, corrisponde alla lunetta, con l'Annunciazione.
Nei locali della sacrestia e nella sala capitolare si conserva un importante nucleo di arredi sacri e di dipinti, riferibili a varie epoche.

### Cappella della Madonna di San Martino
La sesta cappella è dedicata alla Madonna di S. Martino: si tratta di una pittura parietale qui trasportata nel 1617, durante la costruzione della cattedrale. Secondo la tradizione, citata anche in iscrizioni latine presenti nella cappella, presso il locale ospedale di San Martino si trovava un affresco rappresentante la Madonna con Gesù e san Giovanni Battista fanciulli (per questo la Madonna era detta "di san Martino"). Il racconto prosegue dicendo che, davanti a questa immagine, giocava a pallamaglio un certo Vincenzo del Mincio che, arrabbiatosi perché perdeva, colpì col maglio la Vergine alla fronte, procurandole un livido visibile ancora oggi. Il fatto fu ritenuto miracoloso e il Comune ottenne dal vescovo l'autorizzazione a trasportare la sacra immagine nel duomo. L'affresco viene attribuito a qualche artista senese dei primi del Cinquecento, vicino al Beccafumi.

### Organo a canne
Sulla cantoria nell'abside, alle spalle dell'altare maggiore, si trova l'organo a canne, costruito tra il 1837 e il 1838 da Filippo II Tronci ed inaugurato il 3 agosto 1839. Si tratta di un pregevole strumento storico che presenta, nel panorama organario italiano ad esso contemporaneo, alcune singolarità pressoché uniche quali una notevole estensione della tastiera con suddivisione fra Bassi e Soprani secondo l'uso spagnolo, "organetti morti" reali e sonanti, i due registri di cornetto posti di fronte alle canne di facciata, la presenza di due registri di terza dei quali uno al pedale.
Lo strumento è sostanzialmente integro nelle sue caratteristiche originarie, è a trasmissione meccanica ed è alloggiato all'interno di una cassa lignea, la cui mostra si articola all'interno di uno schema a serliana. La consolle è a finestra ed è costituita da un'unica tastiera di 66 note con controttava scavezza (divisione Bassi/Soprani a Do3/Do#3) e pedaliera a leggio di 17 note con prima ottava scavezza, costantemente unita al manuale e con il registro di Contrabbassi 16'+8' sempre inserito (il 18º e il 19º comandano ciascuno un Timpano a tre canne). I registri sono azionati da manette a scorrimento laterale poste su due file alla destra della tastiera.